# Серебробарий
Серебробарий — бинарное неорганическое соединение, интерметаллид
серебра и бария
с формулой BaAg,
кристаллы.

## Получение
- Сплавление стехиометрических количеств чистых веществ:

{\displaystyle {\mathsf {Ag+Ba\ {\xrightarrow {600^{o}C}}\ AgBa}}}

## Физические свойства
Серебробарий образует кристаллы
ромбической сингонии, пространственная группа P nma, параметры ячейки a = 0,8657 нм, b = 0,4982 нм, c = 0,6651 нм, Z = 4,
структура типа борида железа
.
Соединение образуется по перитектическое реакции при температуре ≈600 °C (565 °C).